# Hexatoma argyrocephala
Hexatoma argyrocephala är en tvåvingeart som beskrevs av Alexander 1937. Hexatoma argyrocephala ingår i släktet Hexatoma och familjen småharkrankar. Inga underarter finns listade i Catalogue of Life.